# Big Derill Mack

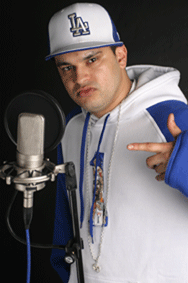
Big Derill Mack (2005)

Big Derill Mack (eigentlich Derill Kwella) ist ein Rapper aus Berlin.

## Werdegang
Big Derill Mack ist Teil der Berliner Rap-Formationen M.O.R. und Hustlebande. Er war Mitglied der Breakdance-Crew Flying Steps. Neben zwei Soloveröffentlichungen (The Hardest Is Back von 2004 und das 2005 erschienene Mixtape Der Spitter Vom Dienst) war er an Projekten seiner Crews beteiligt, wie zuletzt am M.O.R.-Album Simply the best.
Musikalisch und textlich ist Big Derill Mack der Berliner Battle-Rap-Szene zuzuordnen. Im Rahmen einiger Musikstücke und dem H.A.C.K.-Projekt machte er auch Ausflüge in den Crunk-Bereich.
Im Rahmen der „Street-Offensive“ des Untergrundrap-Labels Royal Bunker trat Big Derill Mack 2005 mehrmals mit dem Crunk-Projekt „H.A.C.K.“ auf, dem außerdem Marcus Staiger, Boss A, B-A-Di und DJ Zett angehörten. Im Sommer 2006 erschien deren Album Live aus der Crunkarena. Dieses Projekt wurde jedoch nach Unstimmigkeiten wegen eines Musikstücks von Boss A & G-Hot, welches wegen homophober Aussagen bundesweit für Schlagzeilen sorgte, 2007 beendet. Im Jahr 2007 wurde Big Derill Mack zudem Vater.
Er gehört seit 2008 dem Label SuppeInnaPuppe von Boss A alias Die Kralle an.

## Diskografie

### Alben
- 2004: The Hardest Is Back
- 2006: Live aus der Crunk Arena (H.A.C.K.-Album)
- 2007: Simply the best (MOR-Album)
- 2009: Friedhof der Kuschelrapper

### Mixtapes
- 2005: Der Spitter Vom Dienst (Mixtape)
- 2005: HipHop is still OK! (MOR-Mixtape)
- 2011: Zurück in die Vergangenheit (Mixtape)
- 2016: Zurück in die Vergangenheit 2 (Mixtape)

### EPs
- 2011: Halloween EP (streng limitierte CD Auflage)

### Disstracks
- Big Derill, Staiger & Boba Fettt – Wer, Fler?